# رود هارينجتون
رود هارينجتون (بالإنجليزية: Rod Harrington)‏ هو لاعب دارت بريطاني، ولد في 30 ديسمبر 1957 في Boreham ‏ في المملكة المتحدة.

## وصلات خارجية
- رود هارينجتون على موقع DartsDatabase.co.uk (الإنجليزية)